# Грос-Циммерн
Грос-Циммерн (нем. Groß-Zimmern) — община в Германии, в земле Гессен. Подчиняется административному округу Дармштадт. Входит в состав района Дармштадт-Дибург.  Население составляет 13 854 человека (на 31 декабря 2010 года). Занимает площадь 21,26 км².